# Carpinus kawakamii
Carpinus kawakamii là một loài thực vật có hoa trong họ Betulaceae. Loài này được Hayata mô tả khoa học đầu tiên năm 1913.